# Hyphessobrycon
Hyphessobrycon is een geslacht van straalvinnige vissen uit de familie van karperzalmen (Characidae).
Het geslacht bevat een groot aantal soorten (110+) Er wordt algemeen erkend dat de taxonomie van de vele soorten van het genus Hyphessobrycon problematisch is en dat het hier waarschijnlijk niet om een monofyletische groep gaat. 

## Soorten
- Hyphessobrycon acaciae García-Alzate, Román-Valencia & Preda-Pedreros, 2010
- Hyphessobrycon agulha Fowler, 1913
- Hyphessobrycon albolineatum Fernández-Yépez, 1950
- Hyphessobrycon amandae Géry & Uj, 1987
- Hyphessobrycon amapaensis Zarske & Géry, 1998
- Hyphessobrycon amaronensis García-Alzate, Román-Valencia & Taphorn, 2010
- Hyphessobrycon anisitsi Eigenmann, 1907
- Hyphessobrycon arianae Uj & Géry, 1989
- Hyphessobrycon auca Almirón, Casciotta, Bechara & Ruiz Díaz, 2004
- Hyphessobrycon axelrodi Travassos, 1959
- Hyphessobrycon balbus Myers, 1927
- Hyphessobrycon bentosi Durbin, 1908
- Hyphessobrycon bifasciatus Durbin, 1911
- Hyphessobrycon borealis Zarske, Le Bail & Géry, 2006
- Hyphessobrycon boulengeri Eigenmann, 1907
- Hyphessobrycon brumado Zanata & Camelier, 2010
- Hyphessobrycon cachimbensis Travassos, 1964
- Hyphessobrycon catableptus Durbin, 1909
- Hyphessobrycon coelestinus Myers, 1929
- Hyphessobrycon columbianus Zarske & Géry, 2002
- Hyphessobrycon compressus Meek, 1904
- Hyphessobrycon condotensis Regan, 1913
- Hyphessobrycon copelandi Durbin, 1908
- Hyphessobrycon cyanotaenia Zarske & Géry, 2006
- Hyphessobrycon diancistrus Weitzman, 1977
- Hyphessobrycon duragenys Durbin, 1911
- Hyphessobrycon ecuadorensis Eigenmann, 1915
- Hyphessobrycon ecuadoriensis Eigenmann & Henn, 1914
- Hyphessobrycon eilyos Lima & Moreira, 2003
- Hyphessobrycon elachys Weitzman, 1984
- Hyphessobrycon eos Durbin, 1909
- Hyphessobrycon epicharis Weitzman & Palmer, 1997
- Hyphessobrycon eques Steindachner, 1882
- Hyphessobrycon erythrostigma Fowler, 1943 – Bloedvlektetra
- Hyphessobrycon fernandezi Fernández-Yépez, 1972
- Hyphessobrycon flammeus Myers, 1924
- Hyphessobrycon frankei Zarske & Géry, 1997
- Hyphessobrycon georgettae Géry, 1961
- Hyphessobrycon gracilior Géry, 1964
- Hyphessobrycon griemi Hoedeman, 1957
- Hyphessobrycon guarani Mahnert & Géry, 1987
- Hyphessobrycon hamatus Bertaco & Malabarba, 2005
- Hyphessobrycon haraldschultzi Travassos, 1960
- Hyphessobrycon hasemani Fowler, 1913
- Hyphessobrycon heliacus Moreira, Landim & Costa, 2002
- Hyphessobrycon herbertaxelrodi Géry, 1961 – Zwarte neon
- Hyphessobrycon heteresthes Ulrey, 1894
- Hyphessobrycon heterorhabdus Ulrey, 1894 – Belgische vlagzalm
- Hyphessobrycon hexastichos Bertaco & Carvalho, 2005
- Hyphessobrycon hildae Fernández-Yépez, 1950
- Hyphessobrycon igneus Miquelarena, Menni, López & Casciotta, 1980
- Hyphessobrycon iheringi Fowler, 1941
- Hyphessobrycon inconstans Eigenmann & Ogle, 1907
- Hyphessobrycon isiri Almirón, Casciotta & Körber, 2006
- Hyphessobrycon itaparicensis Lima & Costa, 2001
- Hyphessobrycon khardinae Zarske, 2008
- Hyphessobrycon langeanii Lima & Moreira, 2003
- Hyphessobrycon latus Fowler, 1941
- Hyphessobrycon loretoensis Ladiges, 1938
- Hyphessobrycon loweae Costa & Géry, 1994
- Hyphessobrycon luetkenii Boulenger, 1887
- Hyphessobrycon maculicauda Ahl, 1936
- Hyphessobrycon mavro García-Alzate, Román-Valencia & Preda-Pedreros, 2010
- Hyphessobrycon megalopterus Eigenmann, 1915 – Zwarte fantoomzalm
- Hyphessobrycon melanostichos Carvalho & Bertaco, 2006
- Hyphessobrycon melasemion Fowler, 1945
- Hyphessobrycon melazonatus Durbin, 1908
- Hyphessobrycon meridionalis Ringuelet, Miquelarena & Menni, 1978
- Hyphessobrycon metae Eigenmann & Henn, 1914
- Hyphessobrycon micropterus Eigenmann, 1915
- Hyphessobrycon milleri Durbin, 1908
- Hyphessobrycon minimus Durbin, 1909
- Hyphessobrycon minor Durbin, 1909
- Hyphessobrycon moniliger Moreira & Lima & Costa, 2002
- Hyphessobrycon mutabilis Costa & Géry, 1994
- Hyphessobrycon negodagua Lima & Gerhard, 2001
- Hyphessobrycon nicolasi Miquelarena & López, 2010
- Hyphessobrycon niger García-Alzate, Román-Valencia & Preda-Pedreros, 2010
- Hyphessobrycon nigricinctus Zarske & Géry, 2004
- Hyphessobrycon notidanos Carvalho & Bertaco, 2006
- Hyphessobrycon ocasoensis García-Alzate, Román-Valencia, 2008
- Hyphessobrycon oritoensis García-Alzate, Román-Valencia & Taphorn, 2008
- Hyphessobrycon otrynus Benine & Lopes, 2008
- Hyphessobrycon panamensis Durbin, 1908
- Hyphessobrycon pando Hein, 2009
- Hyphessobrycon parvellus Durbin, 1911
- Hyphessobrycon paucilepis García-Alzate, Román-Valencia & Taphorn, 2008
- Hyphessobrycon peruvianus Ladiges, 1938
- Hyphessobrycon piabinhas Fowler, 1941
- Hyphessobrycon poecilioides Eigenmann, 1913
- Hyphessobrycon procerus Mahnert & Géry, 1987
- Hyphessobrycon proteus Eigenmann, 1913
- Hyphessobrycon pulchripinnis Ahl, 1937 – Citroentetra
- Hyphessobrycon pyrrhonotus Burgess, 1993
- Hyphessobrycon pytai Géry & Mahnert, 1993
- Hyphessobrycon reticulatus Durbin, 1911
- Hyphessobrycon robustulus Cope, 1870
- Hyphessobrycon rosaceus Durbin, 1909 – Roze tetra
- Hyphessobrycon roseus Géry, 1960
- Hyphessobrycon rutiliflavidus Carvalho, Langeani, Miyazawa & Troy, 2008
- Hyphessobrycon saizi Géry, 1964
- Hyphessobrycon santae Eigenmann, 1907
- Hyphessobrycon savagei Bussing, 1967
- Hyphessobrycon schauenseei Fowler, 1926
- Hyphessobrycon scholzei Ahl, 1937
- Hyphessobrycon scutulatus de Lucena, 2003
- Hyphessobrycon sebastiani García-Alzate, Román-Valencia & Taphorn, 2010
- Hyphessobrycon simulatus Géry, 1960
- Hyphessobrycon socolofi Weitzman, 1977
- Hyphessobrycon sovichthys Schultz, 1944
- Hyphessobrycon stegemanni Géry, 1961
- Hyphessobrycon stramineus Durbin, 1918
- Hyphessobrycon sweglesi Géry, 1961 – Rode fantoomzalm
- Hyphessobrycon taguae García-Alzate, Román-Valencia & Taphorn, 2010
- Hyphessobrycon takasei García-Alzate, Román-Valencia, 1964
- Hyphessobrycon taurocephalus Durbin, 1911
- Hyphessobrycon tenuis Géry, 1964
- Hyphessobrycon togoi Miquelarena & López, 2006
- Hyphessobrycon tortuguerae Böhlke, 1958
- Hyphessobrycon tropis Géry, 1963
- Hyphessobrycon tukunai Géry, 1965
- Hyphessobrycon tuyensis García-Alzate, Román-Valencia & Taphorn, 2008
- Hyphessobrycon vilmae Géry, 1966
- Hyphessobrycon vinaceus Bertaco, Malabarba & Dergam, 2007
- Hyphessobrycon wajat Almirón & Casciotta, 1999
- Hyphessobrycon weitzmanorum Lima & Moreira, 2003
- Hyphessobrycon werneri Géry & Uj, 1987